# Бодзинево
Бодзинево (пол. Bodzyniewo, нім. Stammdorf) — село в Польщі, у гміні Сьрем Сьремського повіту Великопольського воєводства.
Населення — 176 осіб (2011).
У 1975-1998 роках село належало до Познанського воєводства.

## Демографія
Демографічна структура станом на 31 березня 2011 року:
|          | Загалом | Допрацездатний вік | Працездатний вік | Постпрацездатний вік |
| -------- | ------- | ------------------ | ---------------- | -------------------- |
| Чоловіки | 84      | 16                 | 64               | 4                    |
| Жінки    | 92      | 18                 | 60               | 14                   |
| Разом    | 176     | 34                 | 124              | 18                   |